# كايبا

كايبا (カイバ) هي سلسلة انمي تلفزيونية خيال علمي يابانية انتجها مادهاوس. القصة تدور حول شخصية غامضة تدعى وارب, وتقام في عالم غريب مختلط مع كون حيث تغير الجسود وتجارة الذكريات ممكنة.عرض من 10 ابريل حتى 24 يوليو عام 2008.

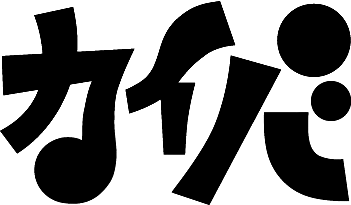
شعار كايبا (2008)

## ملخص

### بيئة القصة
في عالم كايبا ، يمكن تخزين الذكريات على شكل معلومات عبر شريحة ؛ وعندما يموت الأفراد، تستمر عقولهم في الحياة. إن هذه الرقمنة للمعلومات العقلية تسمح بنقل عقل الشخص إلى جسد شخص آخر، وأصبحت سرقة ذكريات الآخرين والتلاعب بها هي المعيار. ينقسم المجتمع إلى حد كبير إلى صنفين. في السماء توجد عواصف كهربائية، لا يمكن للمرء أن يمر بها دون أن يفقد ذاكرته. فوقهم يقع عالم الأثرياء والأقوياء، الذين يقايضون أجساد الآخرين وذكرياتهم لمتعتهم وتطويل أعمارهم. تحت السحاب يوجد عالم مضطرب وخطير حيث من الصعب العثور على أجساد جيدة والأموال الحقيقية نادرة.

### الحبكة
تبدأ السلسلة مع رجل يدعى كايبا (وارب) عندما يستيقظ في غرفة مدمرة. ليس لديه ذكريات، لكن لديه ثقب في صدره، وعلامة مثلثة على بطنه، وقلادة بداخلها صورة فتاة مجهولة. بعد أن يتعرض للهجوم، تمكن كايبا من الهروب بمساعدة حليف مجهول، ومن خلال رحلاته، استعاد ذكرياته ببطء. في هذه الأثناء، تكافح المرأة من القلادة مع قناعاتها وماضيها، والذي قد يكون متشابكًا مع أصول كايبا.